# Абрагам Ф. Ґрант
Абрагам Фінеас Ґрант (5 квітня 1804 — 11 грудня 1871) — представник Нью-Йорка у Палаті Представників США.
Народжений у Нью-Лебаноні, Нью-Йорк, Ґрант відвідував державні школи та закінчив Гамільтонський коледж у Клінтоні, Нью-Йорк. Потім він вивчав право і був прийнятий до адвокатури в 1828 році. Він почав практику в Освіґо, штат Нью-Йорк, і служив окружним прокурором округу Освіґо в 1835 році.
Ґрант був обраний від демократів до двадцять п’ятого конгресу (4 березня 1837 – 3 березня 1839). Потім він відновив адвокатську практику. Він помер в Освіґо, Нью-Йорк, 11 грудня 1871 року. Похований на Ріверсайдському кладовищі .